# Schiedea amplexicaulis
Schiedea amplexicaulis är en nejlikväxtart som beskrevs av Horace Mann. Schiedea amplexicaulis ingår i släktet Schiedea och familjen nejlikväxter. Inga underarter finns listade i Catalogue of Life.